# Jean-Philippe Jaworski
Jean-Philippe Jaworski (1969) è uno scrittore francese. 
Autore di romanzi fantasy di successo, è anche il creatore di diversi giochi di ruolo.

## Biografia
Jean-Philippe Jaworski è nato nel 1969. Dopo gli studi, diventa professore associato di letteratura moderna presso il liceo Notre-Dame Saint-Sigisbert di Nancy, incarico che ricopre durante tutta la sua carriera.
Nel 1983 scrive due giochi di ruolo amatoriali: Tiers Âge, ambientato nell'universo del Signore degli Anelli di Tolkien, e Te deum pour un massacre, un gioco di ruolo storico ambientato in Francia durante le guerre di religione. Te Deum pour a Massacre ha avuto un'edizione professionale nel 2005.
Nel 2007, Jean-Philippe Jaworski pubblica la sua prima raccolta di racconti fantasy, con un buon successo di critica: Janua Vera. Nel 2009, pubblica il suo primo romanzo, Gagner la guerre, che vince il premio Imaginales nella categoria “Romanzo in lingua francese". Questi due libri sono ambientati nell'Antico Regno, un mondo fantasy in cui la magia è relativamente poco presente, sebbene potente, e che trae la sua ispirazione in gran parte dal romanzo di cappa e spada e dal romanzo storico ambientato nel Rinascimento italiano. La trilogia del Chevalier aux épines, pubblicata fra il 2023 e il 2024, sviluppa ulteriormente questo universo.
Nel 2013 pubblica Même pas mort, il primo volume di una saga intitolata Rois du monde ambientata nel mondo celtico, con protagonista il leggendario eroe Bellovesos, che riceve il premio Imaginales nel 2014.

### Impegno politico
In seguito allo scioglimento dell'Assemblea Nazionale, il 9 giugno 2024, da parte del Presidente della Repubblica francese Emmanuel Macron e della fine anticipata della XVI legislatura della Quinta Repubblica francese, Jaworski pubblica il 26 giugno presso le edizioni Denoël il racconto fantasy Les Fauteurs d'ordre nel quale denuncia la banalizzazione ed i rischi connessi con l'eventuale arrivo al potere in Francia dell'estrema destra; in particolare del Rassemblement National di Marine Le Pen.

## Opere

### Giochi di ruolo
- Terza Era, 2000 (amatoriale)
- Faim de loup, in Casus Belli, vol. 2, 2003. (sceneggiatura)
- Jean-Philippe Jaworski, [e deum pour un massacre, Éditions du Matagot, 2005. (gioco di ruolo)
- Jean-Philippe Jaworski, Trois meschantes affaires, Éditions du Matagot, 2005. (sceneggiature)
- 1562 : Paris assiégé, in Casus Belli, vol. 2, 2006. (sceneggiatura)

### Narrativa

#### Romanzi e novelle dell'Antico Regno
- Janua Vera, Les Moutons électriques, 2007. Raccolta di novelle. Ripubblicato da Gallimard, coll. « Folio SF » no 332, 2009.
- Gagner la guerre, Les Moutons électriques, 2009. Ripubblicato da Gallimard, coll. « Folio SF » no 388, 2011.
- Matière de Leomance - Récits du Vieux Royaume, Les Moutons électriques, 2020, ISBN 978-2-36183-647-4.[6]
- Stéphanie Nicot (a cura di), Montefellone, in Rois et Capitaines, Mnémos, 2009.
- Janua vera, edizione estesa, Les Moutons électriques, 2010.
- Stéphanie Nicot (a cura di), La Troisième Hypostase, in Magiciennes et Sorciers, Mnémos, 2010.
- Stéphanie Nicot (a cura di), Désolation, in Victimes et Bourreaux, Mnémos, 2010.
- Le Sentiment du fer, Hélios, 2015. Ripubblicato da Gallimard,coll. « Folio SF » no 698, 2022.
- Le Chevalier aux épines
  1.  Le Tournoi des preux, Les Moutons électriques, 2023. Ripubblicato da Gallimard, coll. « Folio SF » no 742, 2024
  2.  Le Conte de l'assassin, Les Moutons électriques, 2023. Ripubblicato da Gallimard,coll. « Folio SF » no 756, 2024.
  3.  Le Débat des dames, Les Moutons électriques, 2024. Ripubblicato da Gallimard, coll. « Folio SF » no 764, 2025 ISBN 978-2-07-304291-0

#### CicloRois du monde
1. Même pas mort, Première Branche, Les Moutons électriques, 2013.  Ripubblicato da Gallimard, coll. « Folio SF » no505, 2015.
2. Chasse royale
  1.  Deuxième Branche I, Les Moutons électriques, 2015. Ripubblicato da Gallimard, coll. « Folio SF » no 592, 2018, col titolo De meute à mort.
  2.  Deuxième Branche II, Les Moutons électriques, 2017.  Ripubblicato da Gallimard, coll. « Folio SF » no 620, 2019, col titoloLes Grands Arrières.
  3.  Deuxième Branche III, Les Moutons électriques, 2019.  Ripubblicato da Gallimard, coll. « Folio SF » no 684, 2021, nell'unico volume Curée chaude.
  4.  Deuxième Branche IV, Les Moutons électriques, 2020. Ripubblicato da Gallimard, coll. « Folio SF » no 684, 2021, nell'unico volume Curée chaude.
3. La Grande Jument, Les Moutons électriques, prossima uscita.

#### Altre opere
- Les Fauteurs d'ordre, collana Lunes d'encre, Denoël, 2024.
- Les Miscellanées de Jean-Philippe Jaworski, Les Moutons électriques, 2019.

### Adattamento a fumetti

#### Gagner la guerre
Adattamento del romanzo Gagner la guerre sceneggiato e disegnato da Frédéric Genêt pubblicato da Le Lombard, il cui primo volume (Ciudalia) è un adattamento del racconto Mauvaise Donne (dalla raccolta Janua Vera). È prevista l'edizione di 5 volumi.
- Gagner la guerre, libro 1 : Ciudalia[7][8], 2018
- Gagner la guerre, libro 2 : Le Royaume de Ressine, 2019
- Gagner la guerre, libro 3 : La Mère Patrie, 2021

#### Désolation
- Désolation, collana La bibliothèque dessinée, illustrazioni di Melchior Ascaride, les Moutons électriques, 2020, ISBN 978-2-36183-615-3.

## Premi e riconoscimenti
- Janua Vera
  - Premio del Cafard cosmique 2007
- Gagner la guerre
  - Premio Imaginales del miglior romanzo francofono 2009[2]
  - Premio del miglior romanzo Regione Rhône-Alpes 2009
- Même pas mort, Première Branche
  - Premio Imaginales del miglior romanzo francofono 2014[2]
  - Premio Planète SF des blogueurs 2014
- Le Tournoi des preux
  - Premio letterario del collettivo Histoires de Romans 2023